# Paul Caujole
Paul Caujole est un médecin et homme politique français né le 11 octobre 1878 à Pamiers (Ariège) et décédé le 27 août 1961 à Gaudiès (Ariège).

## Biographie
Médecin, il est conseiller général de 1925 à 1929 et député de la Seine de 1928 à 1932. Membre du comité directeur de l'Alliance démocratique, il siège au groupe des Républicains de gauche. 
Paul Caujole a été élève de l'École de santé militaire à Lyon. Sa thèse a pour objet La médecine et les médecins dans l'œuvre de Balzac. Le sujet lui avait été suggéré par le professeur Lacassagne et par Edouard Herriot, alors professeur de rhétorique à Lyon. 
Pendant la campagne du Caucase, le lieutenant-colonel Paul Caujole mena l'ambulance alpine du Caucase. Le 20 juillet 1917, Caujole, avec quatre membres de la mission, part vers le front d'Arménie depuis Tiflis, afin de reconnaître l'endroit idéal où installer son hôpital. Après un passage par Erzeroun, puis par Akhlat Caujole rentre à Tiflis, où il expose les difficultés rencontrée lors de sa mission au général Mikhail Prejewalski, alors commandant de l'armée du Caucase. Il lui conseille d'installer son hôpital à Ourmiah, en Perse, où le général projetait d'établir un second front en octobre 1917.  
Le 3 août, Caujole prend le train pour Tabriz, et traverse le lac d'Ourmiah. Il est accueilli par Mgr Sontag, archevêque d'Ourmiah et évêque d'Ispahan, par les lazaristes et les sœurs de Saint-Vincent-de-Paul. La mission lazariste avait été fondée en 1841 pour aider une population chrétienne de réfugiés et d'orphelins dont les parents avaient été, ou massacrés, ou décimés par la maladie. 
Paul Caujole obtient en 1923 le Prix Montyon, pour son livre Les tribulations d'une ambulance française en Perse publié en 1922.